# Папірус

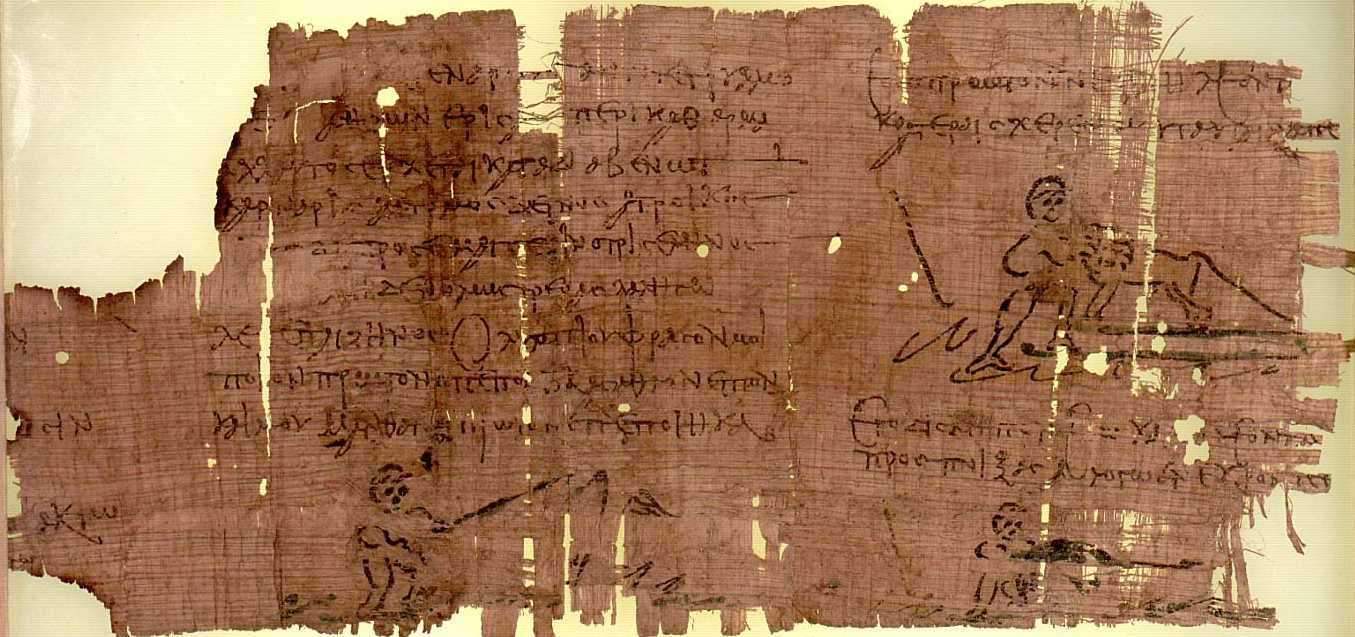

Папі́рус (грец. πάπυρος) — товстий папероподібний матеріал, що виготовлявся в стародавньому Єгипті зі стебел рослини циперус папірус (Cyperus papyrus) родини осокових, яка росла на берегах Нілу.
У Єгипті були бібліотеки, що містили до тридцяти тисяч сувоїв; особливо багата бібліотека була в Александрії (Александрійська бібліотека). Папірус був настільки поширеним, що єгипетські купці загортали в нього покупцям товар. Найдавнішому сувою папірусу налічувалося понад п'ять з половиною тисяч років.
Хімічно папірус складається з: 57 % целюлози, 27 % лігніну, 9 % мінеральних речовин, а 7 % води.

## Виготовлення папірусу

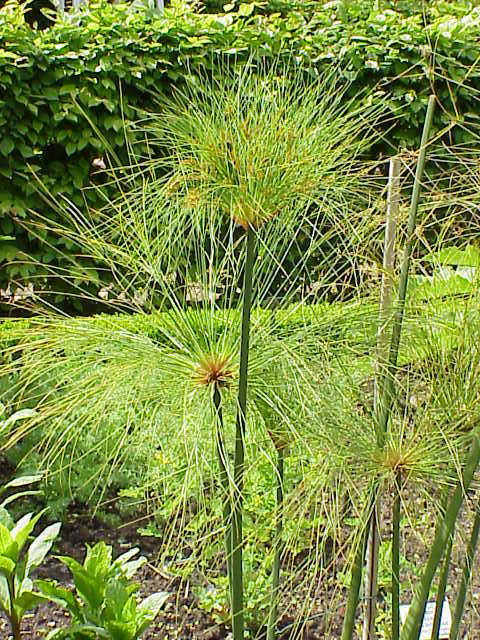
Cyperus papyrus

При виготовленні писального матеріалу стебла папірусу очищалися від кори, серцевина розрізалась чи розділялась на тонкі довгі смужки. Ці смужки укладали тісними рядами на гладку і рівну поверхню, і змочували водою. На перший ряд розстилали інший ряд, але вже поперек. На них викладали під прямим кутом ще один ряд смужок і поміщали під прес. Після сушки лист папірусу відбивали молотком.

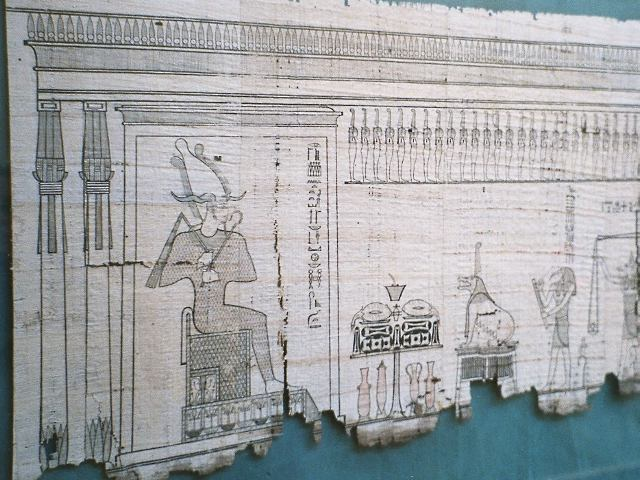
Розділ єгипетської Книги Мертвих, написаний на папірусі

Потім листи папірусу, що вийшли, склеювалися в сувої (а в пізніший час — з'єднувалися в книги (лат. codex)). Бік, на якому волокна йшли горизонтально, був лицьовим (лат. recto). Коли основний текст ставав непотрібним, зворотна сторона могла бути, наприклад, використана для запису літературних творів (часто, втім, непотрібний текст просто змивали). У давньому Єгипті папірус з'явився ще в додинастичну епоху, ймовірно, одночасно з винайденням письма. На папірусі писали скорописом, спочатку ієратичним письмом, а в I тис. до н. е. — демотичним. Для запису сакральних текстів використовували курсивні єгипетські ієрогліфи. Крім того, на папірус могли наноситися зображення (відомі приклади: Туринський еротичний папірус, і віньєтки Книги мертвих).
Папірус вже в II столітті до нашої ери почали замінювати пергаментом.
В античну епоху папірус був основним матеріалом у всьому греко-римському світі, але зберігся папірус тільки в Єгипті завдяки тому, що вживали його як матеріал для письма майже до XVIII ст. Знахідки грецького папірусу в Єгипті зробили неоціненний внесок у класичну філологію (їх вивченням займається спеціальна дисципліна — папірологія). Так, наприклад, один з папірусів зберіг для нас «Афінську політію» Арістотеля, від якої інакше була б відома тільки назва.
Своє положення основного писального матеріалу в Європі і на Близькому Сході папірус став втрачати в VIII столітті, коли його почав витісняти завезений з Китаю папір.